# Enric Martí i Carreto
Enric Marti (ur. w 1893 w Sarrià, zm. 26 lutego 1971 w Barcelonie) – prezes klubu FC Barcelona w latach 1952–1953. Zastąpił na tym stanowisku Agusti Montala i Galobarta. Wcześniej był wiceprezesem klubu. 
Prezesura Martiego zaczęła się dokładnie 16 lipca 1952 roku. W czasie jego prezesury klub zdobył Mistrzostwo i Puchar Króla Hiszpanii i Puchar Eva Duarte. Marti został rozpoznawalny dzięki aferze z grą Alfredo Di Stéfano, któremu zakazano gry w katalońskim klubie na rzecz jej największego rywala - Real Madryt. FIFA zdeklarowała, iż Di Stéfano jest zawodnikiem Barcelony, jednak Hiszpański Związek Piłki Nożnej pod naciskiem hiszpańskich władz pod wodzą ciągle sprawującego kontrolę generała Franco i Realu Madryt unieważnia decyzję Federacji i rozkazał grać tylko w madryckim klubie. Jednak Narodowa Federacja do Spraw Wychowania Fizycznego i Sportu zakazuje występowania w Primera División obcokrajowcom, co powoduje, że Barca postanawia sprzedać piłkarza do włoskiego klubu - Juventusu. Pomimo tego, Real Madryt nie chciał stracić piłkarza. Wtedy zainterweniował były prezes HZPN i członek komitetu wykonawczego FIFA - Armando Munoz Calero, który nakazał grać Di Stéfano w Realu w sezonach 1953/1954 i 1954/1955 i FC Barcelonie w 1955/1956.
Enric Marti zgodził się na to, lecz został skrytykowany przez zarząd klubu i podał się do dymisji dnia 22 października 1953 roku. Okazuje się później, że Barca zrzekła się praw do piłkarza, a Real Madryt zapłacił odszkodowanie Hiszpańskiemu Związkowi w wysokości 4,4 mln peset.